# Project Revolt
Le Project Revolt (Projet révolte) est le nom de code d'une opération de renseignement américaine entreprise au début des années 1960, analogue au Project Camelot (en), mais visant particulièrement l'agitation révolutionnaire au Québec; quant au Projet Camelot, il s'intéressait surtout à l'Amérique latine,. 
Le Project Revolt (lancé en 1960) a été une importante initiative de SORO (Special Operations Research Office) à l’American University ; elle a consisté en une série d'études visant à anticiper et prévenir les révolutions communistes.